# Ребуса (станція)
Ребуса (біл. Рабуса) — проміжна залізнична станція Гомельського відділення Білоруської залізниці на лінії Гомель — Калинковичі між станцією Речиця та зупинним пунктом Антопіль. Розташована в селі Ребуса Речицького району Гомельської області.